# 赖因哈德·祖伦
赖因哈德·约翰·海因茨·保罗·安东·祖伦（德語：Reinhard Johann Heinz Paul Anton Suhren；1916年4月16日—1984年8月25日）是第二次世界大战期间的一位德军U型潜艇指挥官。他于1935年加入海军，于1938年3月开启潜艇生涯。在U-48号上，祖伦当了一年的第一警戒指挥官，随该艇一同击沉了200,000 GRT的盟军商船，因此获颁騎士鐵十字勳章。1941年4月，祖伦出任U-564号艇长，最终战绩为击沉18艘商船（95544容积总吨）、1艘军舰（900吨），击伤4艘商船（28907容积总吨），获颁双剑橡叶饰。1942年10月，祖伦离开一线潜艇部队，出任教官。他后来在第27潜艇区舰队服役。在战争的最后一年里，海军中校祖伦担任挪威潜艇领袖，而且还从1944年9月起担任北海潜艇部队总指挥官。战后，祖伦进入石油產業工作，于1984年8月25日因胃癌去世。